# Seven de la República 1990
El Seven de la República de 1990 fue la novena edición del torneo de rugby 7 de fin de temporada para uniones regionales afiliadas a la Unión Argentina de Rugby y la tercera en ser organizada en la ciudad de Paraná, Entre Ríos. Se llevó a cabo el 1 y 2 de diciembre de 1990 en El Plumazo, sede del Club Atlético Estudiantes de Paraná.
El torneo volvió a su tradicional periodo de fin de año luego de que las últimas cuatro ediciones fuesen disputadas en el mes de febrero. Esta situación fue producto de la Gira de los All Blacks a la Argentina en 1985 que provocó la postergación del torneo de octubre en aquel año.
El seleccionado de Buenos Aires consiguió su segundo título de forma consecutiva al vencer en la final a la Unión Cordobesa de Rugby 24-12. La cantidad de equipos se redujo de veinte en la edición anterior, a quince, la cantidad más baja que se haya registrado en Paraná.

## Equipos participantes
Participaron del torneo quince equipos: catorce uniones provinciales y un seleccionado representativo de la Unión Argentina de Rugby.
| Equipo       | Unión                                                     |
| ------------ | --------------------------------------------------------- |
| Alto Valle   | Unión de Rugby del Alto Valle de Río Negro y Neuquén      |
| Buenos Aires | Unión Argentina de Rugby                                  |
| Centro       | Unión de Rugby del Centro de la Provincia de Buenos Aires |
| Córdoba      | Unión Cordobesa de Rugby                                  |
| Cuyo         | Unión de Rugby de Cuyo                                    |
| Entre Ríos   | Unión Entrerriana de Rugby                                |
| Jujuy        | Unión Jujeña de Rugby                                     |
| Misiones     | Unión de Rugby de Misiones                                |
| Nordeste     | Unión de Rugby del Nordeste                               |
| Oeste        | Unión de Rugby del Oeste de Buenos Aires                  |
| Río Uruguay  | Unión de Rugby del Río Uruguay                            |
| Rosario      | Unión de Rugby de Rosario                                 |
| Salta        | Unión de Rugby de Salta                                   |
| Santa Fe     | Unión Santafesina de Rugby                                |
| Tucumán      | Unión de Rugby de Tucumán                                 |

## Final
La final se disputó entre los seleccionados de Buenos Aires y la Unión Cordobesa de Rugby.
| 2 de diciembre | Buenos Aires | 24 - 12 | Córdoba | CA Estudiantes, Paraná |  |
|                |              | Reporte |         |                        |  |

## Tabla de posiciones
Posiciones finales al terminar del campeonato:
| 1.°  | Buenos Aires |  |  |  |  |  |  |
| 2.°  | Córdoba      |  |  |  |  |  |  |
| 3.°  | Nordeste     |  |  |  |  |  |  |
| 4.°  | Cuyo         |  |  |  |  |  |  |
| 5.°  | Rosario      |  |  |  |  |  |  |
| 6.°  | Salta        |  |  |  |  |  |  |
| 7.°  | Tucumán      |  |  |  |  |  |  |
| 8.°  | Misiones     |  |  |  |  |  |  |
| 9.°  | Santa Fe     |  |  |  |  |  |  |
| 10.° | Entre Ríos   |  |  |  |  |  |  |
| 11.° | Jujuy        |  |  |  |  |  |  |
| 12.° | Alto Valle   |  |  |  |  |  |  |
| 13.° | Centro       |  |  |  |  |  |  |
| 14.° | Oeste        |  |  |  |  |  |  |
| 15.° | Río Uruguay  |  |  |  |  |  |  |

|  | Campeón Zona Campeonato. |
|  | Ganador Zona Estímulo.   |

|                      |
| Buenos Aires Campeón |
| Segundo título       |